# Daphne altaica
Daphne altaica är en tibastväxtart som beskrevs av Pall.. Daphne altaica ingår i släktet tibaster, och familjen tibastväxter. Inga underarter finns listade i Catalogue of Life.